# Homaxinella
Genre
Synonymes
- Pachaxinella Burton, 1930

Homaxinella  est un genre d'éponges de la famille Suberitidae. Les espèces de ce genre sont marines.

## Liste d'espèces
Selon World Register of Marine Species (18 mai 2016) :
- Homaxinella amphispicula (de Laubenfels, 1961)
- Homaxinella balfourensis (Ridley & Dendy, 1886)
- Homaxinella brevistyla Hoshino, 1981
- Homaxinella ensifera (Lamarck, 1815)
- Homaxinella erecta (Brøndsted, 1924)
- Homaxinella flagelliformis (Ridley & Dendy, 1886)
- Homaxinella infundibula Tanita & Hoshino, 1989
- Homaxinella ramosimassa Tanita & Hoshino, 1989
- Homaxinella subdola (Bowerbank, 1866)
- Homaxinella tanitai Hoshino, 1981